# Oraesia excitans
Oraesia excitans är en fjärilsart som beskrevs av Walker 1858. Oraesia excitans ingår i släktet Oraesia och familjen nattflyn. Inga underarter finns listade i Catalogue of Life.